# Leopold Steiner
Leopold Steiner (18. října 1857 Praha – 16. ledna 1927 Vídeň) byl rakouský křesťansko sociální politik, na přelomu 19. a 20. století poslanec Říšské rady, po 1. světové válce zemský hejtman Dolních Rakous.

## Biografie

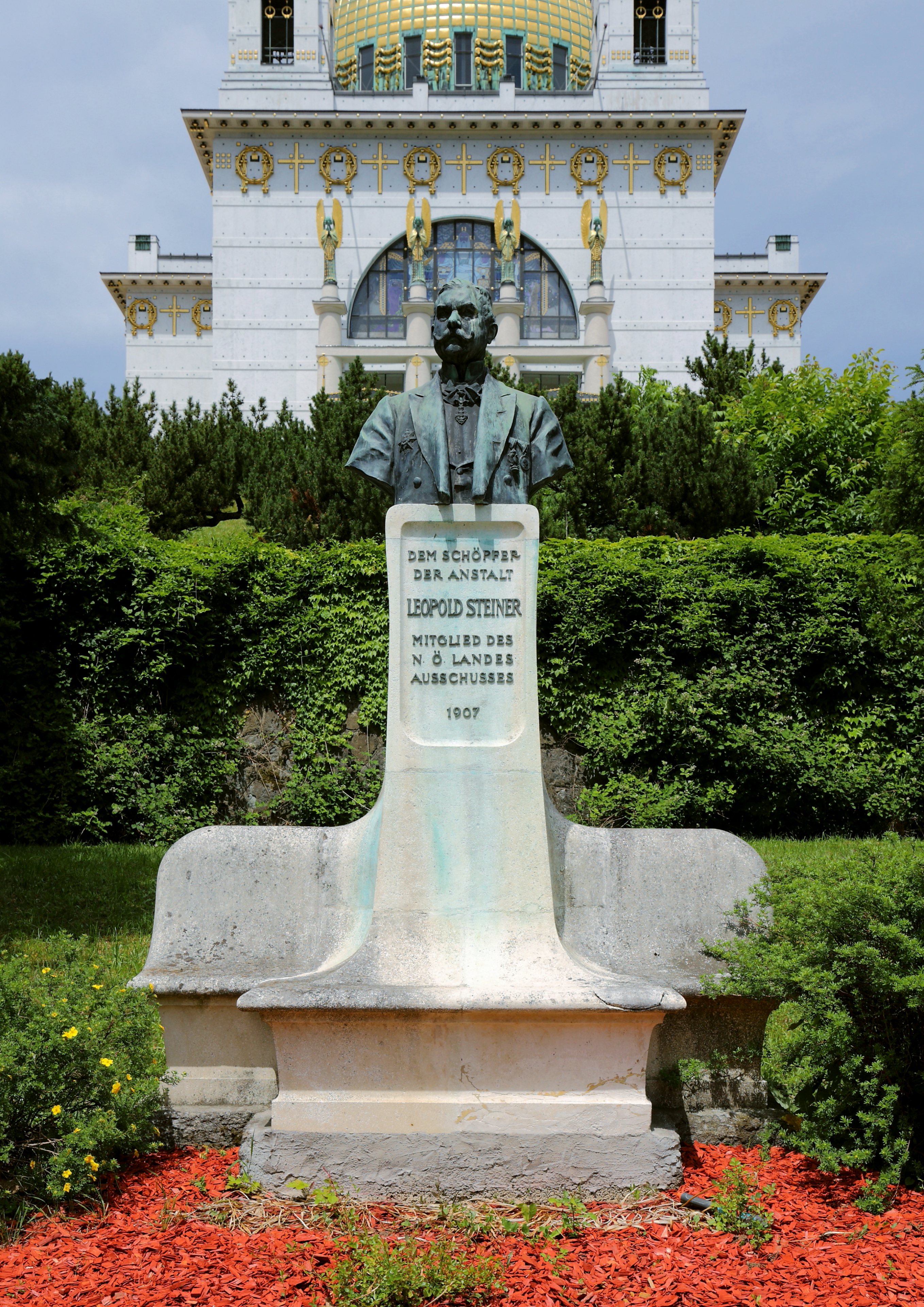
Leopold Steiner, pomník v Otto-Wagner-Spitalu.

Ve věku čtrnácti let přišel s rodiči do Vídně. Vyučil se malířem, složil mistrovskou zkoušku a v roce 1878 absolvoval během okupace Bosny a Hercegoviny vojenskou službu. Angažoval se politicky v Křesťansko sociální straně Rakouska. Byl aktivní v živnostenských a vinařských spolcích. Zasedal v zastupitelských sborech. Byl obecním radou v Unterdöblingu, v roce 1886 se zde stal členem místní školní rady. V letech 1891–1919 zasedal ve Vídeňské obecní radě. V roce 1910 v ní působil jako předseda klubu občanských zastupitelů. V letech 1895–1918 byl poslancem Dolnorakouského zemského sněmu. Byl členem zemského výboru se zodpovědností za sociální péči a podporu živností. Podílel se na zřízení sociálních a zdravotních ústavů. V roce 1905 byl jmenován vrchním kurátorem Zemského hypotečního ústavu a rezignoval na funkci v zemském výboru. V letech 1917–1918 byl městským radním ve Vídni. Od roku 1913 byl prezidentem Svazu pro cestovní ruch v Dolních Rakousích a v této funkci setrval i po svém odchodu z politiky. Zasedal rovněž ve správních radách mnoha firem, včetně plzeňské Škody. V roce 1916 byl povýšen do šlechtického stavu.
Na konci 19. století se zapojil i do celostátní politiky. V doplňovacích volbách roku 1895 získal mandát v Říšské radě (celostátní zákonodárný sbor) v městské kurii, Vídeň, III. okres. Nastoupil 9. května 1895 místo Guida Sommarugy. Za týž obvod uspěl i v řádných volbách do Říšské rady roku 1897 a volbách do Říšské rady roku 1901. Mandát obhájil i ve volbách do Říšské rady roku 1907, konaných poprvé podle všeobecného a rovného volebního práva, za obvod Dolní Rakousy 8. Profesně byl k roku 1907 uváděn jako zemský poslanec a obecní radní. Z hlediska klubové příslušnosti se k roku 1909 uvádí jako člen klubu Křesťansko-sociální sjednocení.
Po zániku monarchie působil v letech 1918–1919 jako zemský hejtman Dolních Rakous a pak do listopadu 1920 byl náměstkem hejtmana. V letech 1919–1921 opětovně zasedal také na Dolnorakouském zemském sněmu a byl předsedou poslaneckého klubu vídeňských křesťanských sociálů.